# Route européenne 251
Pour les articles homonymes, voir E251 (homonymie) et Route 251.
La route européenne 251 est une route reliant Sassnitz à Berlin.

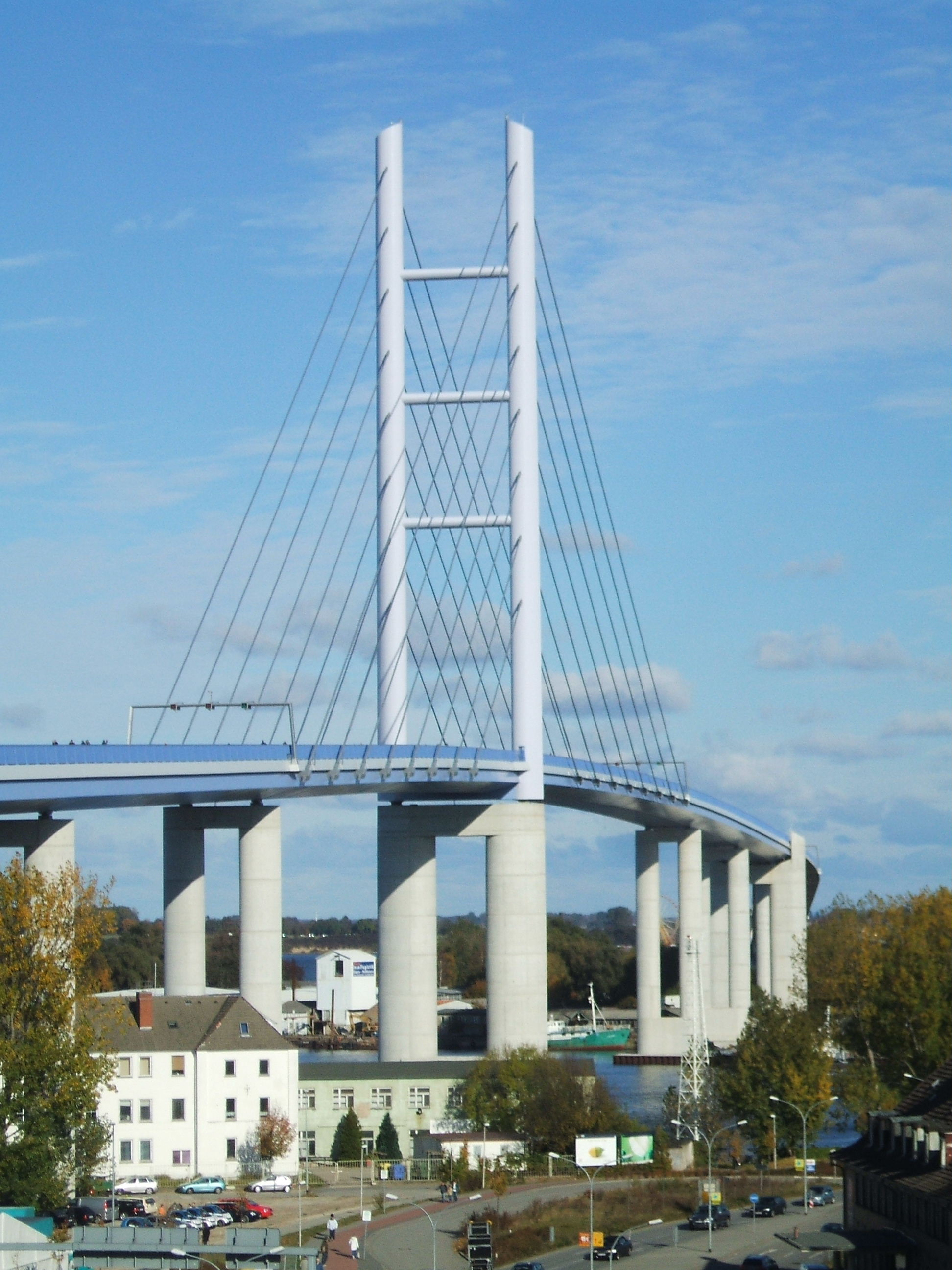
Le pont de Rügen près de Stralsund